# Iberê Cavalcanti
Iberê Cahiuby Vianna Cavalcanti (Rio de Janeiro, 26 de març de 1935) és un cineasta brasiler.

## Biografia
Del 1955 al 1958 va estudiar interpretació a la Fundação Brasileira de Teatro, on va ser alumne d'Adolfo Celi, Dulcina de Morais i Maria Clara Machado.
A Europa entre 1959 i 1962, va treballar a la RTF a París i a la BBC a Londres. A Amèrica Llatina a principis dels anys 60, va treballar amb documentalss i curtmetratges.
Va tornar a Rio de Janeiro el 1967. En col·laboració amb Sérgio Muniz, va filmar el curtmetratge O Que Minas Faz i va crear la productora Ser-Cine. Va ser productor de pel·lícules com El Justicero, de Nelson Pereira dos Santos (1967), Amor e traição de Pedro Camargo, Boi de Prata de Carlos Augusto Ribeiro. Jr (1973). Vinculat a la Jornada de Cinema da Bahia, va ser un dels fundadors i primers directors de l'Associació Brasileira de Documentaristes.
El seu llargmetratge d'estrena, A Virgem Prometida és una al·legoria en forma de comèdia dramàtica. Um Sonho de Vampiro és una comèdia de terror. A Força de Xangô és un registre ficcionalitzat de rituals afro-brasilers. Posteriorment, Terra de Deus, és una adaptació del conte A Enxada, de Bernardo Élis.

## Filmografia com a director
- 2000: Terra de Deus
- 1984: Corpo a Corpo, Todos os Sonhos do Mundo
- 1977: O Dia Marcado (longa)
- 1977: A Força de Xangó
- 1969: Um Sonho de Vampiro (exhibida a la II Setmana Internacional de Cinema Fantàstic i de Terror
- 1968: A Virgem Prometida (seleccionada al Festival Internacional de Cinema de Mar del Plata
- 1968: O Que Minas Faz (curtmetratge)
- 1965: Plakat
- 1965: Samba
- 1966: Los Safiros und die Leipziger
- 1964: La Fuga (curtmetratge)
- 1963: Pueblo por pueblo (curtmetratge)
- 1964: Freedom producció cubana) Premi "Joris Yvens" al Festival de Cinema de Leipzig, 1965